# Єкпінді (Байдібека район)
Єкпінді́ (каз. Екпінді) — село у складі району Байдібека Туркестанської області Казахстану. Входить до складу Бугунського сільського округу.
До складу село було приєднано сусіднє село Акшиганак.
Населення — 961 оосба (2021; 1250 у 2009, 1150 у 1999, 1079 у 1989).